# Amor libre (película de 1969)
Amor libre  es una película filmada en colores de Argentina dirigida por Fernando Siro según su propio guion escrito en colaboración con Norberto Aroldi que se estrenó el 22 de mayo de 1969 y que tuvo como protagonistas a Enzo Viena, Gilda Lousek, Juan Carlos Altavista y  Zulma Faiad.

## Sinopsis
Una joven atractiva cansada de esperar que su novio se decida a casarse genera una serie de enredos amorosos.

## Reparto
- Enzo Viena
- Gilda Lousek
- Juan Carlos Altavista
- Zulma Faiad
- Alberto Argibay
- Fernando Siro
- Elena Cruz
- María Esther Gamas
- Flora Steinberg
- Tino Pascali
- Alberto Irízar
- Nina Pontier
- Felice D'Amore
- Jacques Arndt
- Rafael Chumbita
- Lucio Deval
- Carlos Lagrotta
- Blanca Lagrotta

## Comentarios
La revista Gente dijo:

”Una comedia graciosísima…Consejo:véala: se reirá bastante.”

La Prensa opinó:

”Una incoherente seguidilla de aventurillas eróticas entre mujeres de vida demasiado fácil y de hombres de similar mentalidad.”

Manrupe y Portela escriben:

”Comedia menor con cierta aspiración temática.”